# 4 x 100 meter medley för herrar i simning vid olympiska sommarspelen 2004
Sammanställda resultaten för 4 gånger 100 meter medley, herrar vid de Olympiska sommarspelen 2004.

## Rekord
| Tidigare världsrekord             | USA | Barcelona, Spanien | 3.31,54 | 27 juli 2003      |
| Tidigare olympiskt rekord         | USA | Sydney, Australien | 3.33,73 | 23 september 2000 |
| Nytt världs- och olympiskt rekord | USA | Aten, Grekland     | 3.30,68 | 21 augusti 2004   |

## Medaljörer
| Guld:                                                    | Silver:                                                          | Brons:                                                                 |
| USA Aaron Peirsol Brendon Hansen Ian Crocker Jason Lezak | Tyskland Steffen Driesen Jens Kruppa Thomas Rupprath Lars Conrad | Japan Tomomi Morita Kosuke Kitajima Takashi Yamamoto Yoshihiro Okumura |

## Resultat
Från de två kvalheaten gick de 8 snabbaste till final.
Alla tider visas i minuter och sekunder.

Q kvalificerad till nästa omgång

DNS startade inte.

DSQ markerar diskvalificerad eller utesluten.

### Kval

#### Heat 1
1. Ryssland, (Arkadij Vjattjanin, Roman Sludnov, Jevgenij Korotysjkin, Andrej Kapralov) 3.38,07 Q
2. Ukraina, (Pavlo Illitjov, Valerij Dymo, Denys Sylantiev, Jurij Jehosjyn) 3.38,85 Q
3. Australien, (Matt Welsh, Jim Piper, Adam Pine, Michael Klim) 3.39,14
4. Kanada, (Riley Janes, Mike Brown, Michael Mintenko, Brent Hayden) 3.39,36
5. Finland, (Jani Sievinen, Jarno Pihlava, Jere Hård, Matti Rajakylä) 3.41,64
6. Slovenien, (Blaz Medvesek, Emil Tahirovic, Peter Mankoc, Jernej Godec) 3.44,17
7. Brasilien, (Paulo Machado, Eduardo Fischer, Kaio Almeida, Jader Souza) 3.44,41
8. Italien, (Emanuele Merisi, Paolo Bossini, Mattia Nalesso, Giacomo Vassanelli) DSQ

#### Heat 2
1. USA, (Lenny Krayzelburg, Mark Gangloff, Michael Phelps, Neil Walker) 3.35,10 Q
2. Tyskland, (Steffen Driesen, Jens Kruppa, Helge Folkert Meeuw, Lars Conrad) 3.36,65 Q
3. Storbritannien, (Gregor Tait, James Gibson, James Hickman, Matthew Kidd) 3.36,94 Q
4. Japan, (Tomomi Morita, Kosuke Kitajima, Takashi Yamamoto, Yoshihiro Okumura) 3.37,04 Q
5. Ungern, (László Cseh, Richard Bodor, Zsolt Gaspar, Attila Zubor) 3.37,27 Q
6. Frankrike, (Simon Dufour, Hugues Duboscq, Franck Esposito, Frederick Bousquet) 3.37,60 Q
7. Nya Zeeland, (Scott Talbot Cameron, Ben Labowitch, Corney Swanepoel, Cameron Gibson) 3.42,74
8. Sydafrika, (Gerhard Zandberg, Terence Parkin, Eugene Botes, Karl Otto Thaning) 3.43,94

### Final
1. USA, (Aaron Peirsol, Brendan Hansen, Ian Crocker, Jason Lezak) 3.30,68 Världsrekord och Olympiskt rekord
2. Tyskland, (Steffen Driesen, Jens Kruppa, Thomas Rupprath, Lars Conrad) 3.33,62 Europeiskt rekord
3. Japan, (Tomomi Morita, Kosuke Kitajima, Takashi Yamamoto, Yoshihiro Okumura) 3.35,22 Asiatiskt rekord
4. Ryssland, (Arkadij Vjattjanin, Roman Sludnov, Igor Martjenko, Aleksandr Popov) 3.35,91
5. Frankrike, (Simon Dufour, Hugues Duboscq, Franck Esposito, Frederick Bousquet) 3.36,57
6. Ukraina, (Pavlo Illitjov, Oleh Lisohor, Andrij Serdinov, Jurij Jehosjyn) 3.36,87
7. Ungern, (László Cseh, Richard Bodor, Zsolt Gaspar, Attila Zubor) 3.37,46
8. Storbritannien, (Gregor Tait, James Gibson, James Hickman, Matthew Kidd) 3.37,77

## Tidigare vinnare

### OS
- 1896  - 1956: Ingen tävling
- 1960 i Rom: USA – 4.05,4
- 1964 i Tokyo: USA – 3.58,4
- 1968 i Mexico City: USA – 3.54,9
- 1972 i München: USA –  3.48,16
- 1976 i Montréal: USA –  3.42,22
- 1980 i Moskva: Australien – 3.45,70
- 1984 i Los Angeles: USA –  3.39,30
- 1988 i Seoul: USA –  3.36,93
- 1992 i Barcelona: USA –  3.36,93
- 1996 i Atlanta: USA –  3.34,84
- 2000 i Sydney: USA –  3.33,73

### VM
- 1973 i Belgrad: USA –  3.49,49
- 1975 i Cali, Colombia: USA –  3.49,00
- 1978 i Berlin: USA –  3.44,63
- 1982 i Guayaquil, Ecuador: USA –  3.40,84
- 1986 i Madrid: USA –  3.41,25
- 1991 i Perth: USA –  3.39,66
- 1994 i Rom: USA –  3.37,74
- 1998 i Perth: Australien – 3.37,98
- 2001 i Fukuoka, Japan: Australien – 3.35,35
- 2003 i Barcelona: USA –  3.31,54